# (67537) 2000 SL1
(67537) 2000 SL1 es un asteroide perteneciente al cinturón de asteroides, región del sistema solar que se encuentra entre las órbitas de Marte y Júpiter, descubierto el 18 de septiembre de 2000 por el equipo del Lincoln Near-Earth Asteroid Research desde el Laboratorio Lincoln, Socorro, Nuevo México, Estados Unidos.

## Designación y nombre
Designado provisionalmente como 2000 SL1. 

## Características orbitales
2000 SL1 está situado a una distancia media del Sol de 2,318 ua, pudiendo alejarse hasta 2,960 ua y acercarse hasta 1,676 ua. Su excentricidad es 0,277 y la inclinación orbital 22,078 grados. Emplea 1288,99 días en completar una órbita alrededor del Sol.
Pertenece a la familia de asteroides de (25) Phocaea.

## Características físicas
La magnitud absoluta de 2000 SL1 es 15,26. Tiene 2,611 km de diámetro. Su albedo se estima en 0,311.